# Mícale

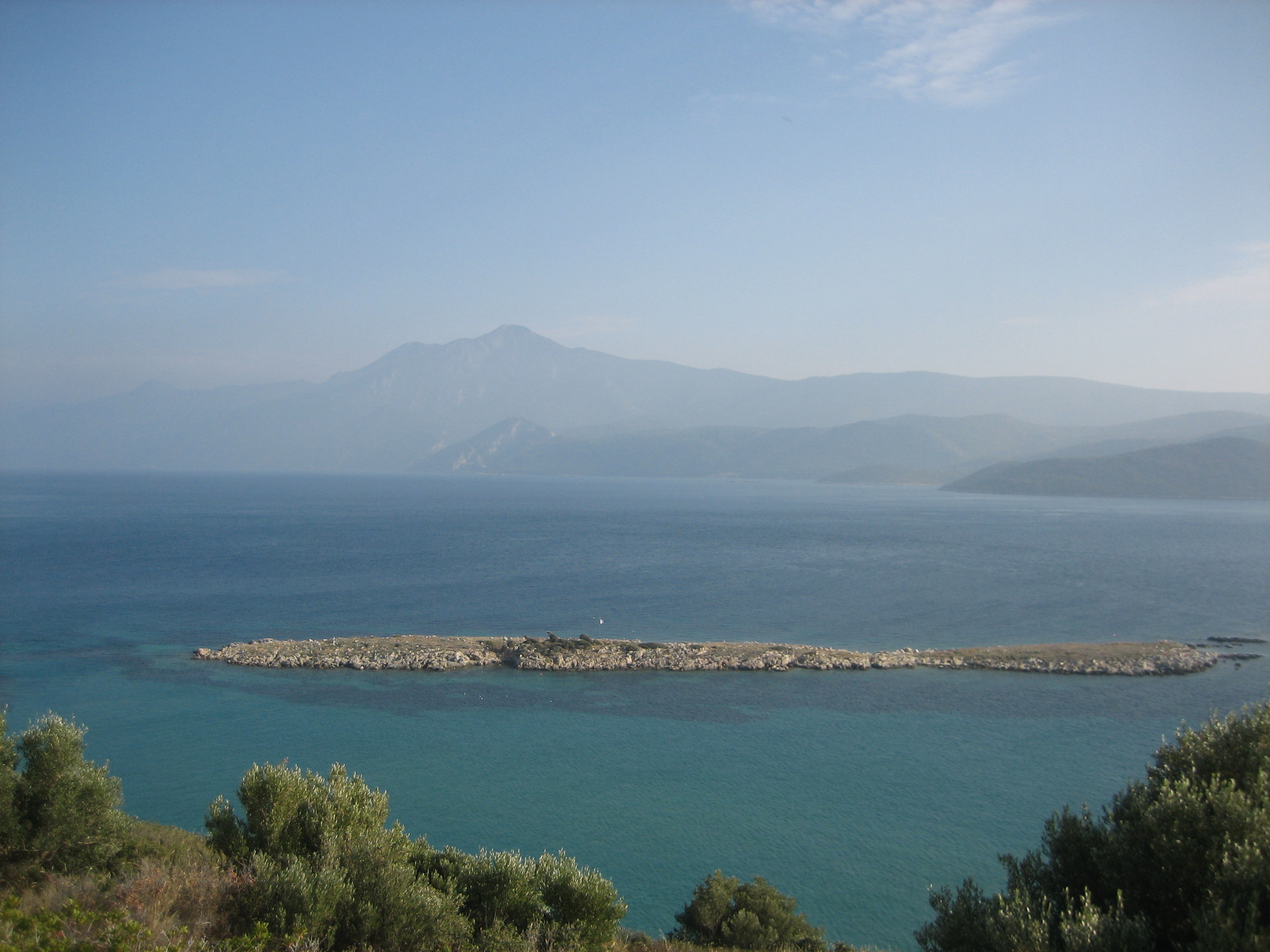
O Monte Mícale e o estreito do mesmo nome vistos da ilha de Samos.

O Mícale ou Micale (em grego antigo: Μυκάλη, transl. Mykálē; em turco: Samsun Daği e Dilek Daği) é uma montanha na costa ocidental da Anatólia central, na Turquia, ao norte do rio Meandro, e separada da ilha grega de Samos pelos 1300 metros do estreito de Samos. A montanha forma uma cadeia, que termina no que era conhecido em tempos antigos como o promontório de Trogílio (grego antigo: Τρωγίλιον ou Τρωγύλιον). Sua costa setentrional apresenta diversas praias, tanto de areia quanto de seixos. Seu lado sul é principalmente formado por escarpas.
Durante a Grécia Clássica quase toda a cadeia formava um promontório cercado pelo mar Egeu. Geopoliticamente, fazia parte da Jônia, com Priene situada na sua costa sul e Mileto no litoral oposto, após a baía profunda no qual o Meandro desembocava. Um pouco mais adiante se localizava Éfeso.
As ruínas das primeiras duas cidades jônicas mencionadas, juntamente com as estruturas de seus portos, ainda existem hoje em dia, porém não mais se encontram no litoral, e sim a diversos quilômetros no interior, sobre uma rica planície agricultural formada pela deposição de sedimentos do rio, que continuam a formar ali os fenômenos geológicos que acabaram por levar o seu nome, meandros. O fim da antiga baía é atualmente um lago, Çamiçi Gölü (Lago Bafa). O Samsun Daği não tem um promontório.
Toda a cadeia de montanhas foi transformada num parque nacional de 109,85 quilômetros quadrados, o Dilek Yarimadisi Milli Parki ("Parque Nacional da Península de Dilek"), em 1966, parcialmente acessível ao público. O resto do território é uma reserva militar. O isolamento do parque estimulou o retorno das características ecológicas nativas, que consistem de cerca de 60% de maquis. É um refúgio para espécies que anteriormente eram mais abundantes na região.